# Confédération des peuples des montagnes du Caucase
Pour les articles homonymes, voir CPC.

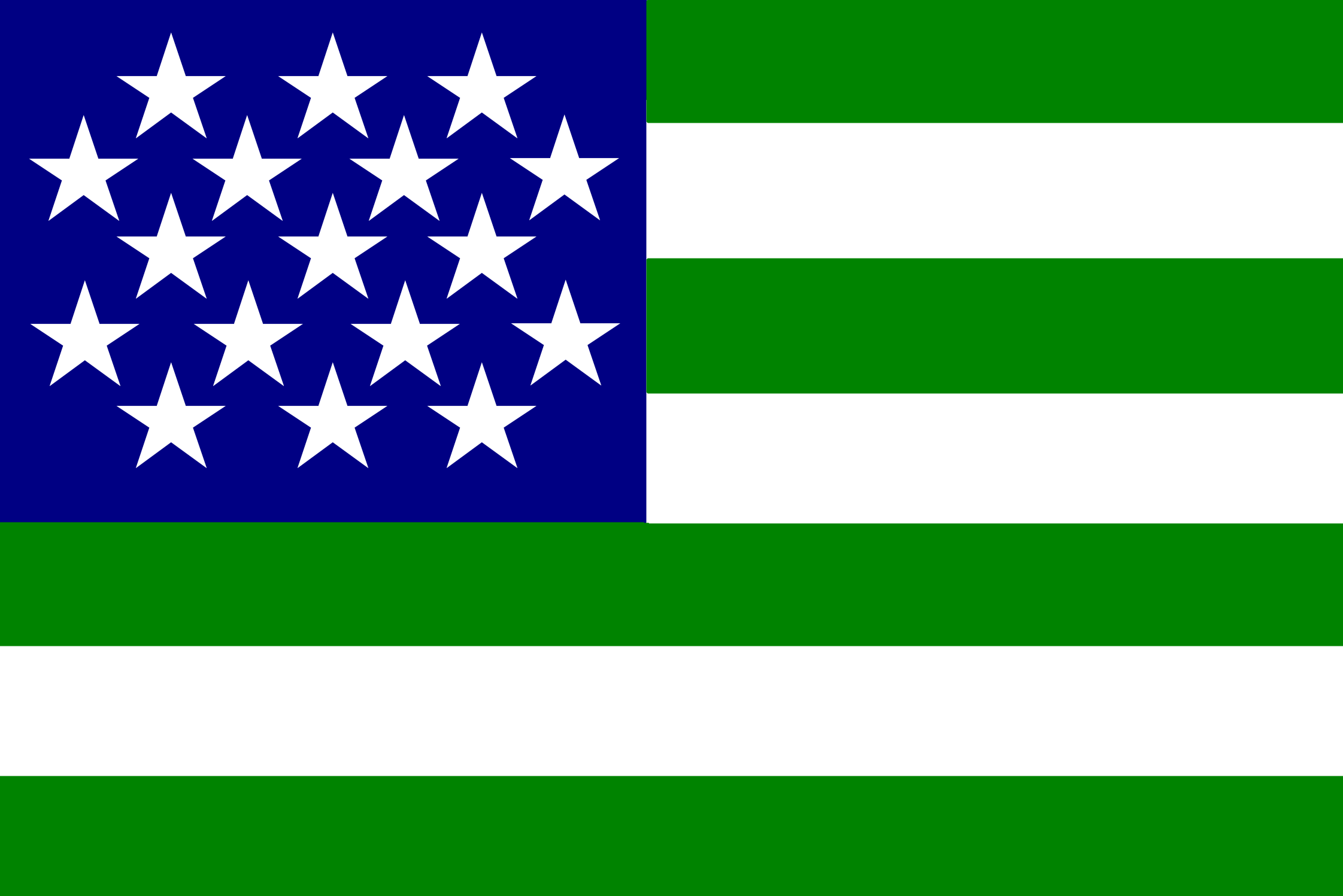
Drapeau de la CPMNC

La Confédération des Peuples des Montagnes du Nord-Caucase (en russe : Конфедерация горских народов Кавказа), raccourci en CPMNC, est une organisation politique militarisée composée de militants venus des républiques de Ciscaucasie appartenant à la fédération de Russie. Cette organisation controversée, plus tard renommée en Confédération des Peuples du Caucase (CPC), fut formée à la veille de la dissolution de l'Union soviétique en 1990. La Confédération et ses mercenaires sont principalement connus pour leur rôle-clé dans le conflit abkhazo-géorgien et leur contribution importante dans la victoire des sécessionnistes après les hostilités de 1992-1993. La CPC a été accusée d'avoir commis des crimes de guerre et d'avoir pratiqué un nettoyage ethnique des Géorgiens vivant en Abkhazie. Ces accusations sont par ailleurs en enquête à la Cour pénale internationale de La Haye. La CPC existe encore aujourd'hui, mais ne joue aucun rôle dans la situation politique locale actuelle.

## Création

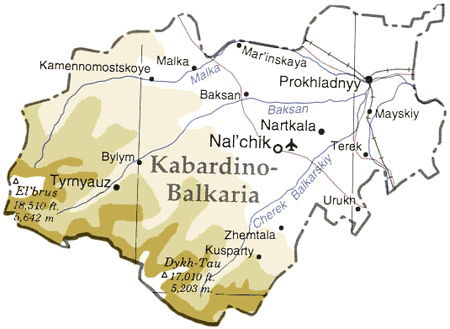
Carte du Kabardino-Balkarie, centre politique de la CPMNC

Le 4 novembre 1990 à Naltchik, l'Assemblée des Peuples nord-caucasiens vota pour établir une « Confédération des Peuples des Montagnes ». Seize nations du Caucase joignirent alors ladite confédération. L'Assemblée élit son président (Mousa Chanibov) et seize vice-présidents, représentant toutes les nations caucasiennes de l'entité. Youssoup Soslanbekov devint le président du Parlement caucasien et l'abkhaze Sultan Sosnaliev fut nommé chef du département militaire de la confédération. Un de ses plus célèbres commandants fut Chamil Bassaïev, tué par les forces russes en 2006.

## Guerre en Abkhazie
En 1991 la Confédération, où le lobby pro-abkhaze était très important, intervint dans les relations abkhazo-géorgiennes, demandant à la Russie de « donner une évaluation politique de la situation ».
À la fin du mois d'août 1992, la CPMNC organisa la 11e session de son parlement à Grozny, pour parler de la crise en Abkhazie, où les troupes géorgiennes étaient entrées deux semaines plus tôt pour mettre un terme aux tendances séparatistes du gouvernement local. Une véritable raison apparut alors pour réformer l'organisation et un détachement d'assaut composé de volontaires fut créé et envoyé en Abkhazie pour aider les faibles troupes de Vladislav Ardzinba contre le gouvernement géorgien. La confédération mobilisera plus tard 1 500 hommes de plus pour combattre en Abkhazie, la majorité d’entre eux venant de la Kabardino-Balkarie.

Le président de la Confédération Mousa Chanibov et le président du Parlement Ioussoup Soslanbekov firent une déclaration officielle :
« Comme il n'y a aucun autre moyen de renvoyer les occupants géorgiens d'Abkhazie, nous ordonnons :
1-Tous les quartiers-généraux de la Confédération doivent envoyer des volontaires en Abkhazie pour y créer une résistance militaire.
2-Les formations militaires de la Confédération doivent organiser des opérations militaires contre toute force pour suspendre les mouvements de celle-ci vers l'Abkhazie.
3-Déclarer Tbilissi comme une « zone de désastre ».
4-Tous Géorgiens vivant sur le territoire de la Confédération doivent être pris en otage.
5-Tous types de cargos dirigés vers la Géorgie seront détenus.
6-Un rapport à propos de l'amélioration de la situation devra être envoyé au QG d'ici le 22 août 1992. »
Les quartiers-généraux de la Confédération, menés par Youssoup Soslanbekov, avaient été chargés de prendre des mesures spéciales contre les « ennemis du peuple abkhaze ». Les forces de la CPMNC prirent donc place dans l'opération de Gagra, où des centaines de civils géorgiens furent tués.

### Massacre de Sokhoumi

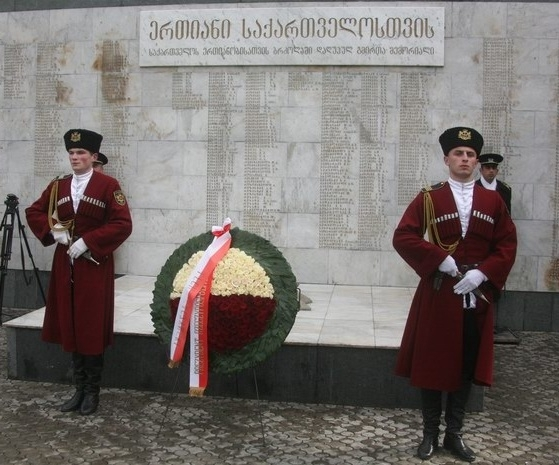
Mémorial du Massacre des Géorgiens de Sokhoumi

Le 27 septembre 1993, la partie abkhaze viola le cessez-le-feu accordé peu de temps avant par la médiation de l'ONU en bombardant Soukhoumi, dépourvue de toute défense. Les Confédérés arrivèrent dans la capitale abkhaze et commencèrent à détruire les rues de la ville. Alors que Soukhoumi sombrait dans le chaos du combat, des civils se réfugièrent dans les maisons et les appartements abandonnés. Ceux-ci furent massacrés par les troupes confédérées quand ils furent découverts. Durant la journée, les dernières troupes géorgiennes se rendirent et la majorité des commandants et des dirigeants pro-géorgiens locaux furent à leur tour exécutés. Très peu de civils et de militaires géorgiens réussirent à échapper à la mort en prenant la fuite ou en se cachant. Mais le massacre, qualifié de génocide par Tbilissi, continua pendant encore deux semaines.

## Plus tard
À la suite de la guerre d'Abkhazie, la Confédération entra dans une période de déclin en raison de la division de ses combattants en factions pro- et anti-Kremlin. Elle connut une brève renaissance en décembre 1994, quand Chanibov et ses milliers de troupes bloquèrent les routes menant à Grozny pour protéger le gouvernement séparatiste d'Itchkérie, alors sous la menace d'invasion russe. Toutefois, il ne put empêcher le changement de gouvernement dans sa région natale de Kabardino-Balkarie (république qui abandonna alors ses prétentions sécessionnistes pour regagner le giron de Moscou) et fut dépourvu de toute influence politique dans la région, ce qui le força à abandonner sa carrière politique en 1996, pour se plonger dans le terrorisme. Depuis lors, la Confédération des Peuples des Montagnes du Nord-Caucase n'a joué aucun rôle dans les affaires caucasiennes. La CPMNC ne fut jamais dissoute mais fut totalement abandonnée le 27 juillet 2000 quand le successeur de Chanibov, Youssoup Soslambekov fut assassiné.